# 프란치스코 (나바라)

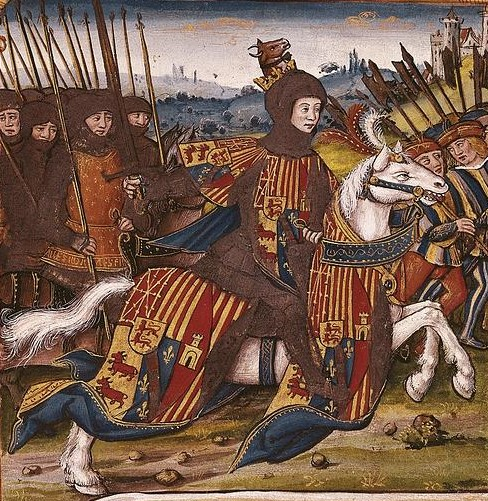
프란치스코

프란치스코 1세 아 나파로아코아(바스크어: Frantzisko I.a Nafarroakoa, 1467년 12월 4일 ~ 1483년 1월 7일) 혹은 프랑수아 1세 드 푸아(프랑스어: François I de Foix)는 푸아 백작, 베아른 자작이자 나바라 왕국의 왕이다. 태양왕(바스크어: Febus)으로도 불렸다.
프란치스코(프랑수아)의 부친은 가스톤 아 비아나 공이며 모친은 프랑스 공주 마들렌(프랑스 왕국의 왕 샤를 7세의 딸)이다. 프란치스코가 나바라왕으로 즉위할 적에 프랑스는 외숙 루이 11세의 치세기였고 당시에 부친 비아나 공은 이미 세상을 떠나 조모 레오노르 1세 나바라 여왕의 적손의 자격으로 나바라왕으로 즉위하였다. 하지만 즉위한지 10년도 안되어 15세의 나이로 요절하였고 여동생 카탈리나가 왕위를 물려받았다.